# Facktidning
En facktidning är en tidning som handlar om ett visst ämne och riktar sig till en mer eller mindre specialintresserad läsarkrets. En facktidningsläsare har ofta gedigna kunskaper om ämnet och tidningen kan således ha ett djupare innehåll. Ett motsatsbegrepp är populärpress.
Under 2010-talet har många facktidningar i Sverige fått dras med färre läsare, och sämre ekonomi.

### Fotnoter
1. ↑  Håkan Linger (14 januari 2016). ”Content marketing morgondagens facktidning”. Break a Story. Arkiverad från originalet den 1 oktober 2017. https://web.archive.org/web/20171001031945/https://www.breakastory.se/blogg/2016/04/content-marketing-ar-morgondagens-facktidning/. Läst 30 september 2017.